# St. Johannes Evangelist (Eversberg)

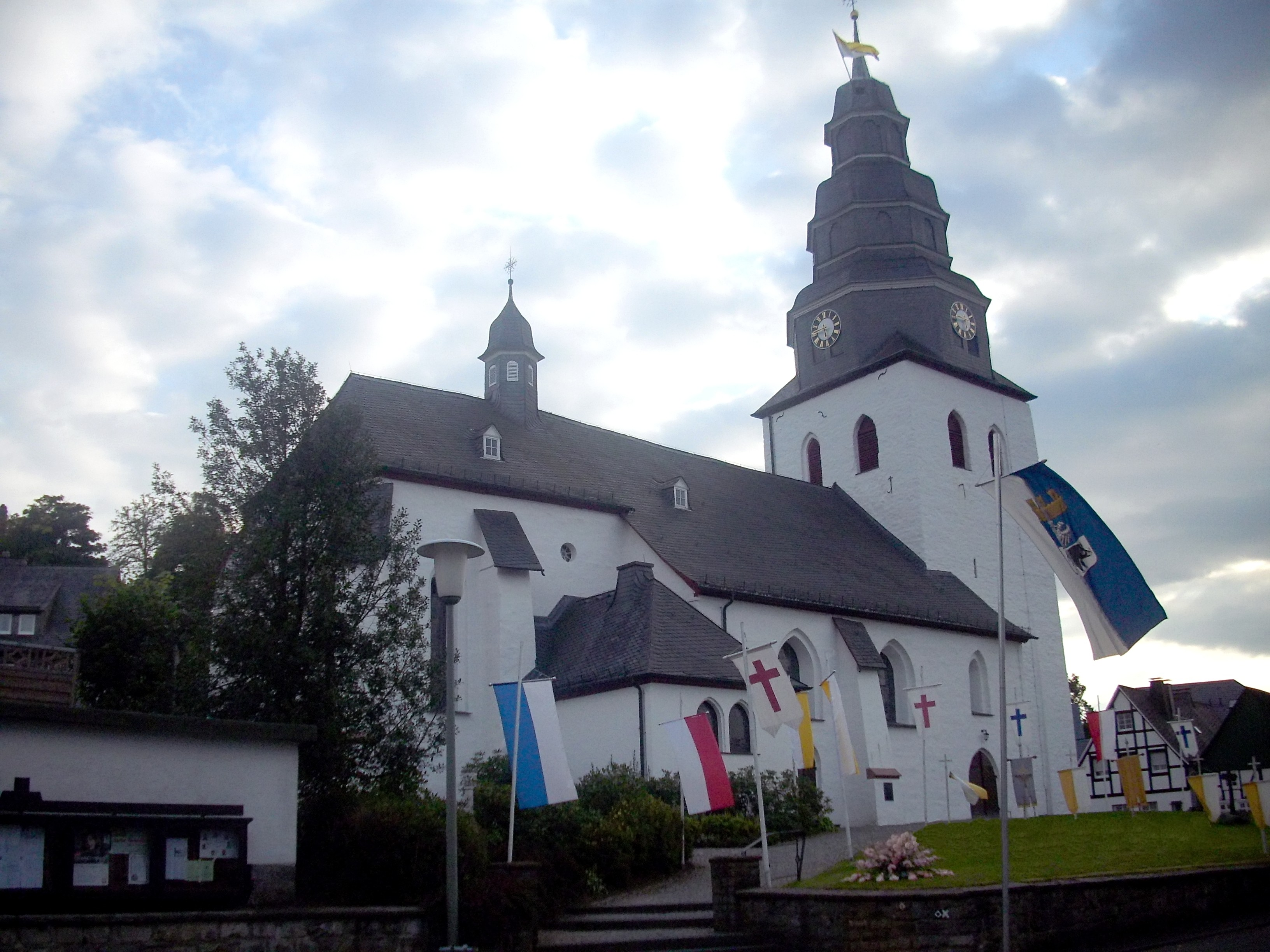
Pfarrkirche von Norden

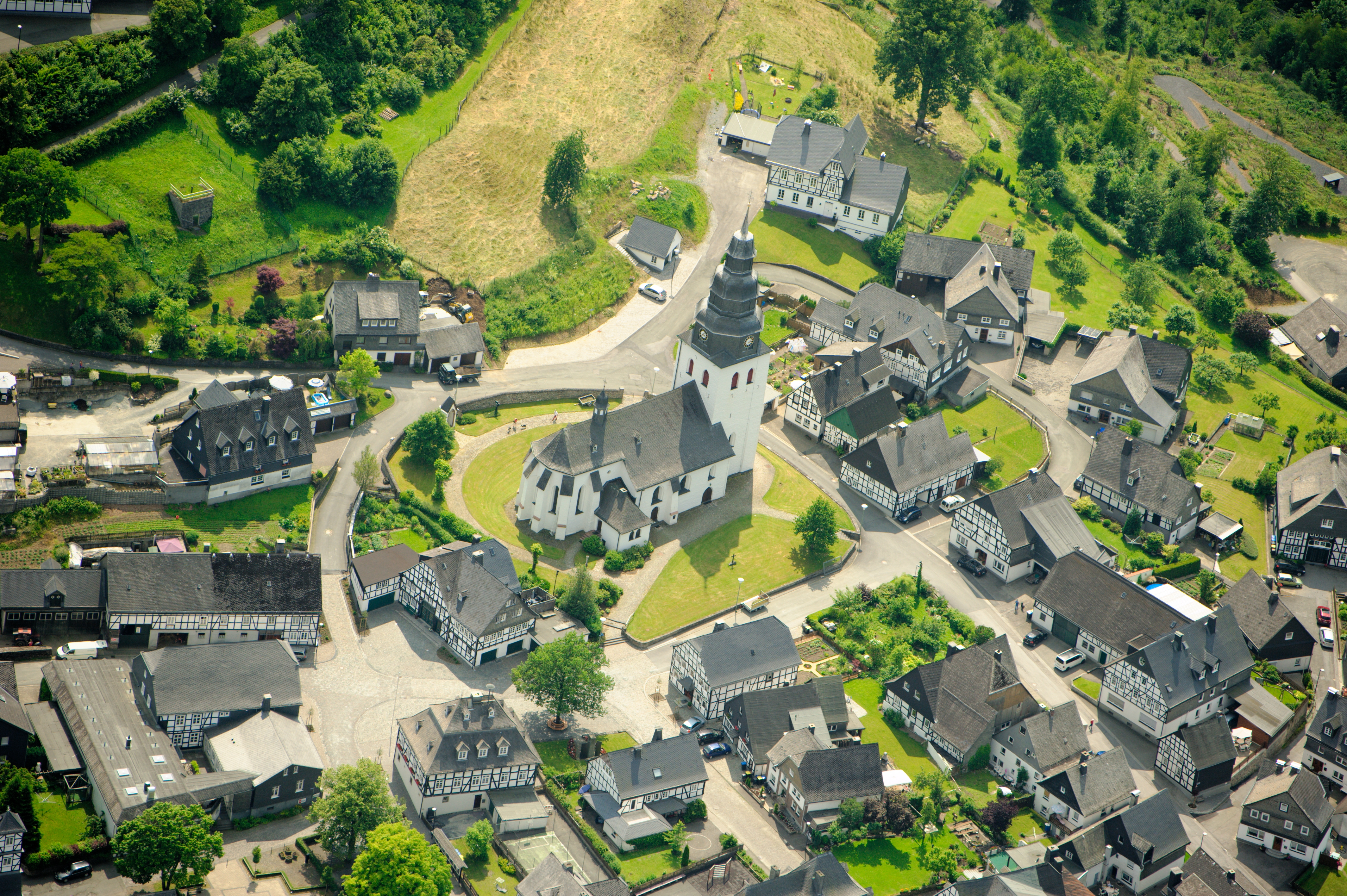
Luftbild der Kirche

Die St.- Johannes-Evangelist-Kirche in Eversberg (Stadt Meschede) im Hochsauerlandkreis ist eine römisch-katholische Pfarrkirche, deren Entstehung mindestens bis ins 13. Jahrhundert zurückreicht. Trotz verschiedener Brände, Blitzeinschlägen und Beschädigungen durch Kriegseinwirkungen besteht die Kirche im Wesentlichen in ihrer ursprünglichen Form fort. Sie gehört zum Dekanat Hochsauerland-Mitte im Erzbistum Paderborn.

## Geschichte und Entwicklung
Die Entstehung der Pfarrkirche zu Eversberg fällt in die Jahre der Stadterhebung durch die Grafen von Arnsberg um 1240. Im Jahr 1247 erhielt Graf Gottfried III. vom Kölner Erzbischof das Tauf- und Beerdigungsrecht für die von ihm erbaute Kirche verliehen. Das Recht der Besetzung der Pfarrstelle übertrug er 1263 an seine Tochter Agnes, die Äbtissin im Stift Meschede war. Mit Umwandlung des Damenstiftes in ein Männerkloster 1319 wurde auch dieses Vorschlagsrecht übertragen. Später muss es wieder bei den Grafen von Arnsberg gelegen haben, denn mit dem Kauf der Grafschaft Arnsberg 1368 erwarben es die neuen Landesherrn. Hierbei blieb es bis zum Ende des Herzogtums Westfalen. Die nachfolgenden Herrscher (1802 die Hessen-Darmstadt und 1816 die Preußen) beanspruchten ohne Erfolg das Patronatsrecht für sich. Mit Zuweisung der geistlichen Betreuung für dieses Gebiet an das Erzbistum Paderborn 1821 erhielt dieses auch das Patronatsrecht.

### Kirchengebäude
Die Kirche ist eine Hallenkirche, wie sie in Südwestfalen mehrfach vorkommt. Sie besteht aus drei Jochen, einem Mittelschiff und zwei Seitenschiffen. Östlich schließt sich der Chor in Form eines halben Achteckes an. Während der Chor dem gotischen Stil zuzuordnen ist, stammen die Kirchenschiffe aus spätromanischer Zeit. Deshalb lässt sich nicht genau bestimmen, ob die Kirche im späten 12. oder im frühen 13. Jahrhundert entstand. 
Dreimal (1632, 1635 und 1636) wurde die Kirche im Dreißigjährigen Krieg geplündert und beschädigt. 1631, 1856 und 1873 schlugen Blitze in den Turm ein und führten zu weiteren Beschädigungen. 1873 konnte nur mit Mühe ein dort entstandener Brand gelöscht werden.
1712 erhielt der quadratische Turm im Westen der Kirche eine dreifach gestufte, achtseitige Barockhaube. Hierbei handelt es sich um ein Werk des Hallenberger Meisters Konrad Hesse, der auch Arbeiten in Hallenberg, Wormbach und Hesborn durchführte. Vorher hatte der Turm ein viereckiges, bleigedecktes Pyramidendach.
An der Nordseite der Kirche befindet sich eine Sakristei, die 1874 und 1988 vollständig erneuert wurde. Den Kirchhof umgibt eine Mauer, die 1994 erneuert wurde. Die Kirche ist außen weiß verputzt.

### Kircheninneres

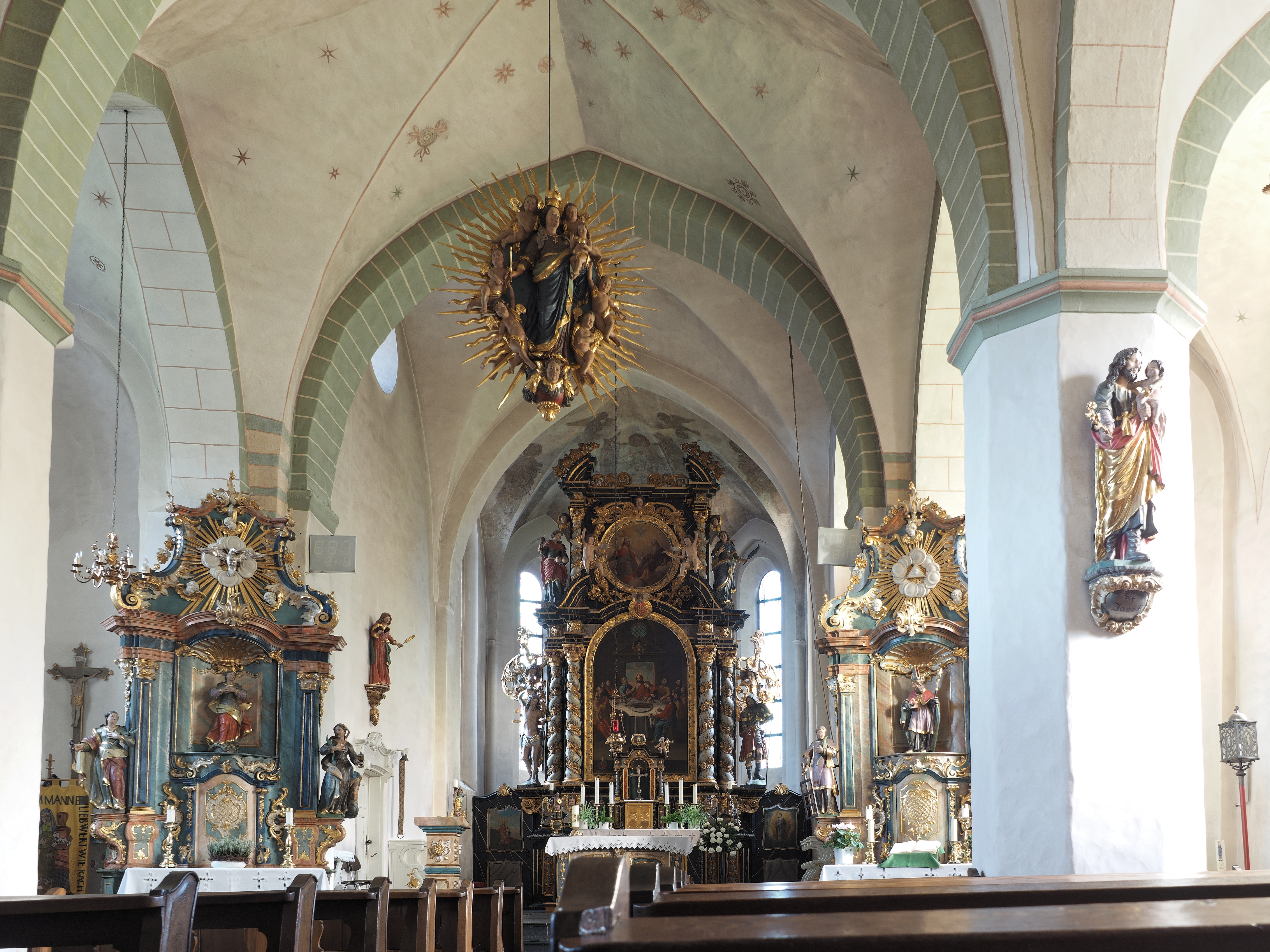
Blick zum Altar

#### Raumaufteilung und Wandbemalung
Das romanische Kirchengewölbe wird von vier mächtigen, achteckigen Pfeilern gestützt. 1934 wurden bei einer Kirchenrenovierung alte Wandmalereien aus dem 13./14. Jahrhundert entdeckt. So ist seitdem über dem Hochaltar wieder eine Darstellung Jesu Christi als Weltenrichter aus der Kölner Malschule zu sehen. Umgeben ist er von den Symbolen der vier Evangelisten. Zu seinen Seiten sind Maria und Johannes der Täufer sowie die vier Apostel Petrus, Paulus, Johannes Evangelist und Philippus dargestellt. Im westlichen Gebäudeteil finden sich an der Decke Malereien von Drachen, Greifvögeln und Fabeltieren. Sie sollen die bösen Geister symbolisieren, die vor Christus, dem Licht, in die Dunkelheit fliehen müssen. Der Boden besteht aus Schieferplatten.

#### Altäre
Kirchenheiliger ist der heilige Evangelist Johannes. Im Chor befindet sich der Hochaltar mit einem Gemälde, das das Letzte Abendmahl darstellt. Es ist eine Stiftung des aus Eversberg stammenden Abtes von Wedinghausen, Ludowikus Hengesbach, dessen Wappen sich in der linken unteren Ecke des Bildes befindet. Auf dem Altar stehen Figuren der Heiligen Rochus, Sebastian, Luzia und Agatha. Der vorher oben auf diesem Altar befindliche Pfarrpatron wurde 1934 an der linken Chorwand auf einer Konsole neu positioniert, damit die Wandmalereien besser sichtbar wurden.
Die beiden Seitenaltäre und die Beichtstühle sind Werke des Bildhauers Leonard Falter aus dem Jahr 1775. Der linke Seitenaltar ist der Heiligen Maria gewidmet. Er hatte einen Vorgängeraltar, der bereits 1451 erwähnt wurde. Auf seitlichen Konsolen stehen links und rechts die Heiligen Apollonia und Barbara. Der rechte Seitenaltar ist dem Heiligen Nikolaus geweiht. Er hatte ebenfalls einen Vorgängeraltar, der 1627 nachweisbar ist. An seiner linken und rechten Seite stehen Figuren der Heiligen Laurentius und Vinzenz. Ein weiterer Altar, zu Ehren des letztgenannten Heiligen errichtet, wird um 1730 erwähnt, besteht aber heute nicht mehr. 1775 wurden die drei beschädigten Altäre der Maria, des Nikolaus und des Vinzenz erneuert und danach neu geweiht.

#### Glocken
1776 wurde die große Agathen-Glocke in Grevenstein gegossen. Die kleine Johannes-Glocke wurde 1766 vom Mescheder Glockengießer Rotger Greve aus einer zersprungenen Vorgängerglocke gefertigt. 1777 wurden diese beiden Glocken neu geweiht. 1917 mussten sie zu Kriegszwecken abgegeben werden. 1919 wurden drei neue Glocken bei der Firma Junker in Brilon hergestellt. Auch die mussten wiederum 1942 abgegeben werden. Die nach 1945 aus Bochum herbeigeschafften Stahlglocken wurden 1949 durch Glocken aus Brilon ersetzt. Die große Glocke wog etwa 1250 Kilogramm und ist dem Heiligen Johannes Evangelist geweiht. Die mittlere Glocke wiegt 900 Kilogramm und ist der Heiligen Agatha gewidmet. Die 550 Kilogramm schwere kleine Glocke hatte den Heiligen Sebastian als Patron.
Im Jahre 1999 wurden anstelle der gerissenen große Glocke und der defekten kleinen drei neue Glocken eingebaut, nur die mittlere Glocke g' konnte erhalten werden. Das jetzige Geläut hat die Tonfolge e'-fis'-g'-a', wobei die große Glocke nur an den Hochfesten geläutet wird. Die neuen Glocken stammen von Petit & Edelbrock Gescher. Die kleine Glocke im Dachreiter erklingt in a" und wird von Hand geläutet.

#### Orgel

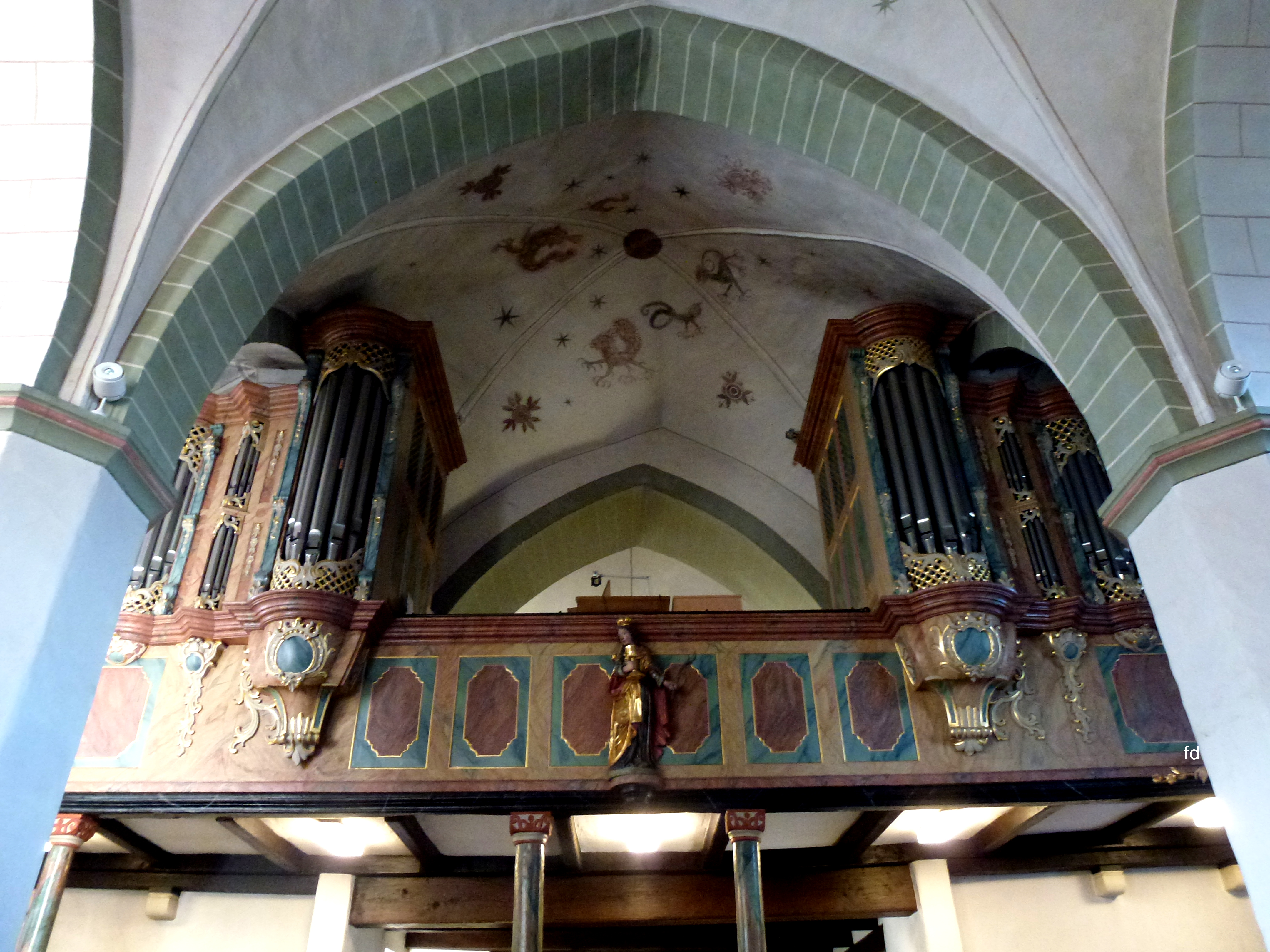
Orgel von 1648

Erstmals überliefert ist die Existenz einer Orgel fürs Jahr 1648. Die noch heute erhaltene wurde 1765 vermutlich durch den Soester Orgelbauer Johann Georg Fromme errichtet, während das Gerüst von Heinrich Martini aus Meschede angefertigt wurde. In das historische Gehäuse wurde 1989 eine neue mechanische Orgel eingebaut. Das Orgelwerk besteht aus 25 Registern mit 1600 Pfeifen.

#### Sonstiges
Im vorderen Kirchenschiff hängt von der Decke herab eine Madonna im Strahlenkranz aus dem Jahr 1730. An den Pfeilern befinden sich Figuren der Heiligen Anna, Josef, Antonius von Padua und Norbert von Xanten aus dem 18. Jahrhundert. An der Orgelbrüstung ist eine weitere Figur der heiligen Barbara angebracht. Hinten im Turm steht eine um 1500 gefertigte Pietà. Eine Figur des heiligen Paulus befindet sich an der Treppenwand zur Orgelbühne. Eine neugotische Kanzel aus dem Jahr 1903 wurde bereits 1934 wieder entfernt. Der Taufstein stammt aus dem 18. Jahrhundert.

### Näheres Umfeld
Von 1247 bis 1881 wurde der Kirchhof als Friedhof genutzt. Danach wurden nur noch die Eversberger Pfarrer an der südlichen Kirchhofsmauer beerdigt. Bis zum Ende des 18. Jahrhunderts erhielten sie in der Pfarrkirche im Chorbereich ihre Grabstätten.

### Fotos

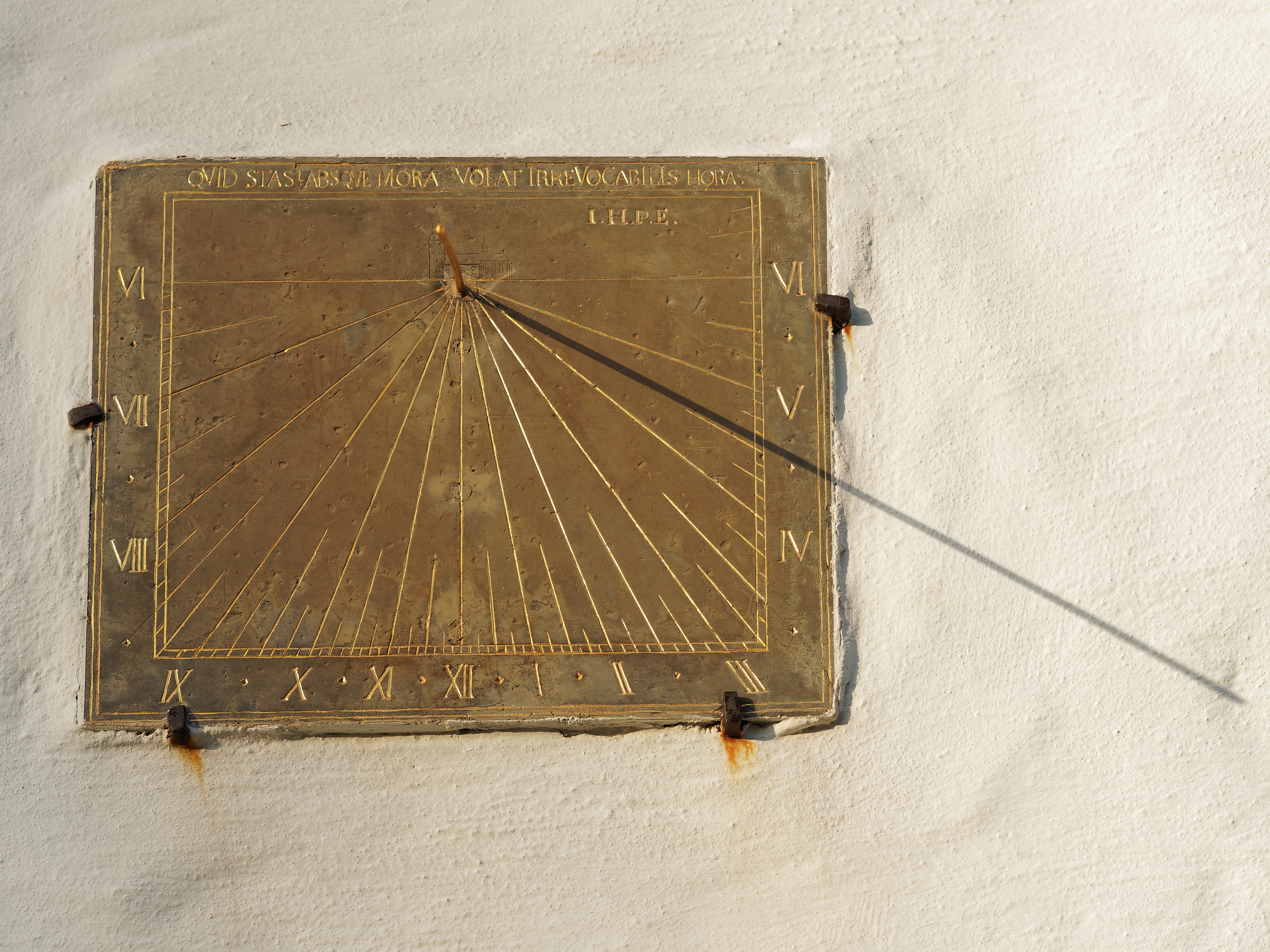
Sonnenuhr mit Zeichnung der Kirche
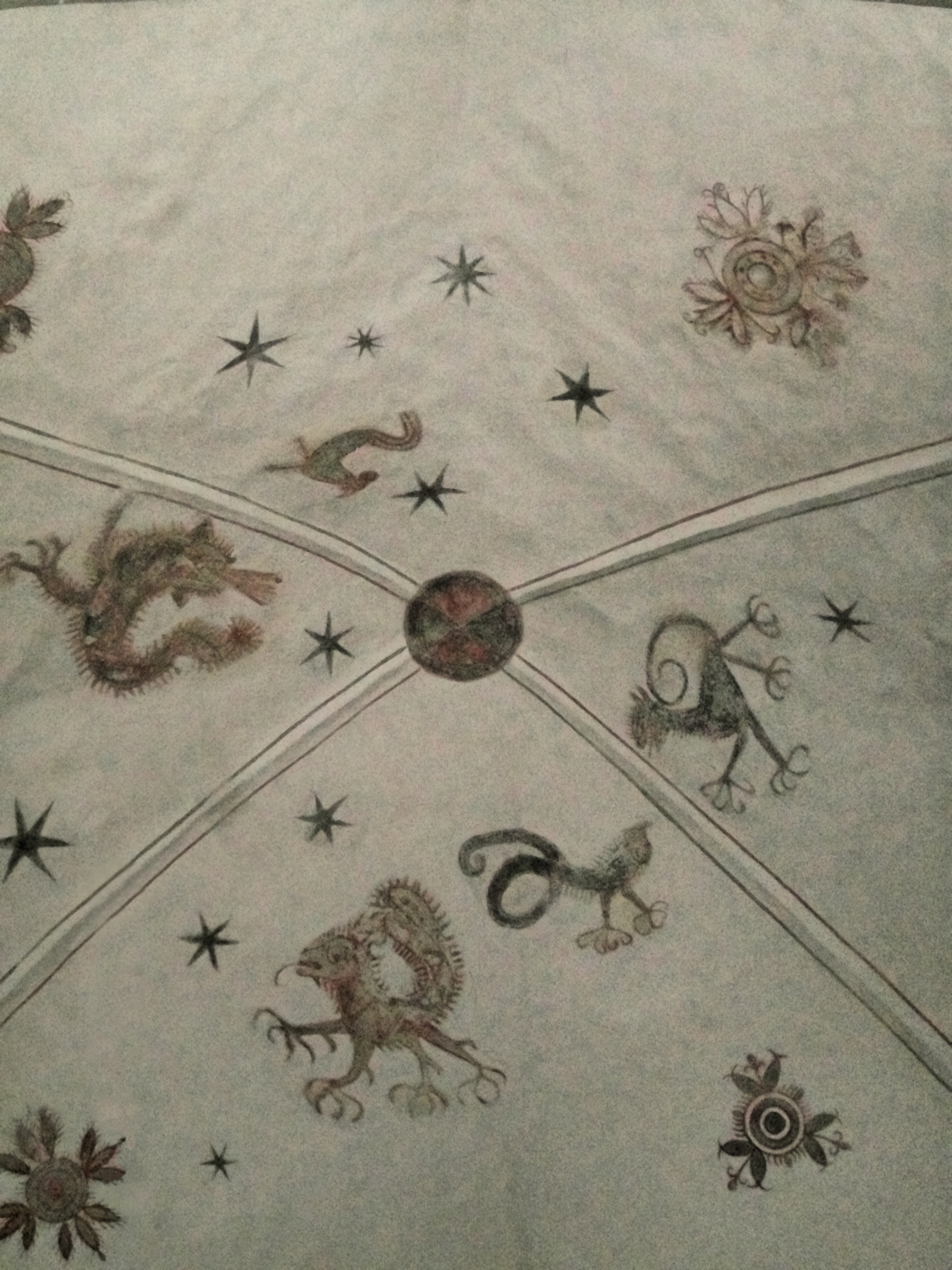
Deckengemälde
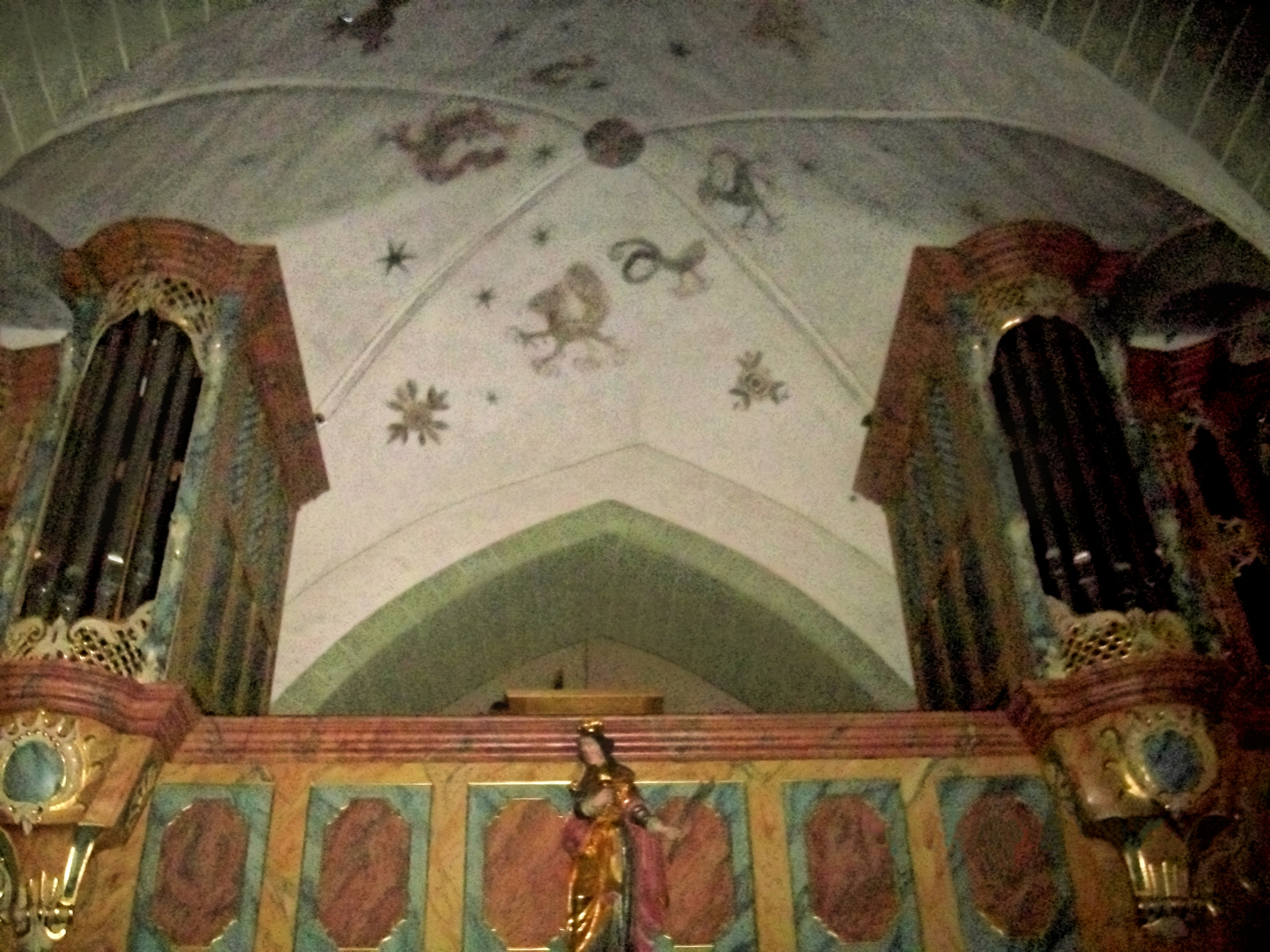
Orgelbühne
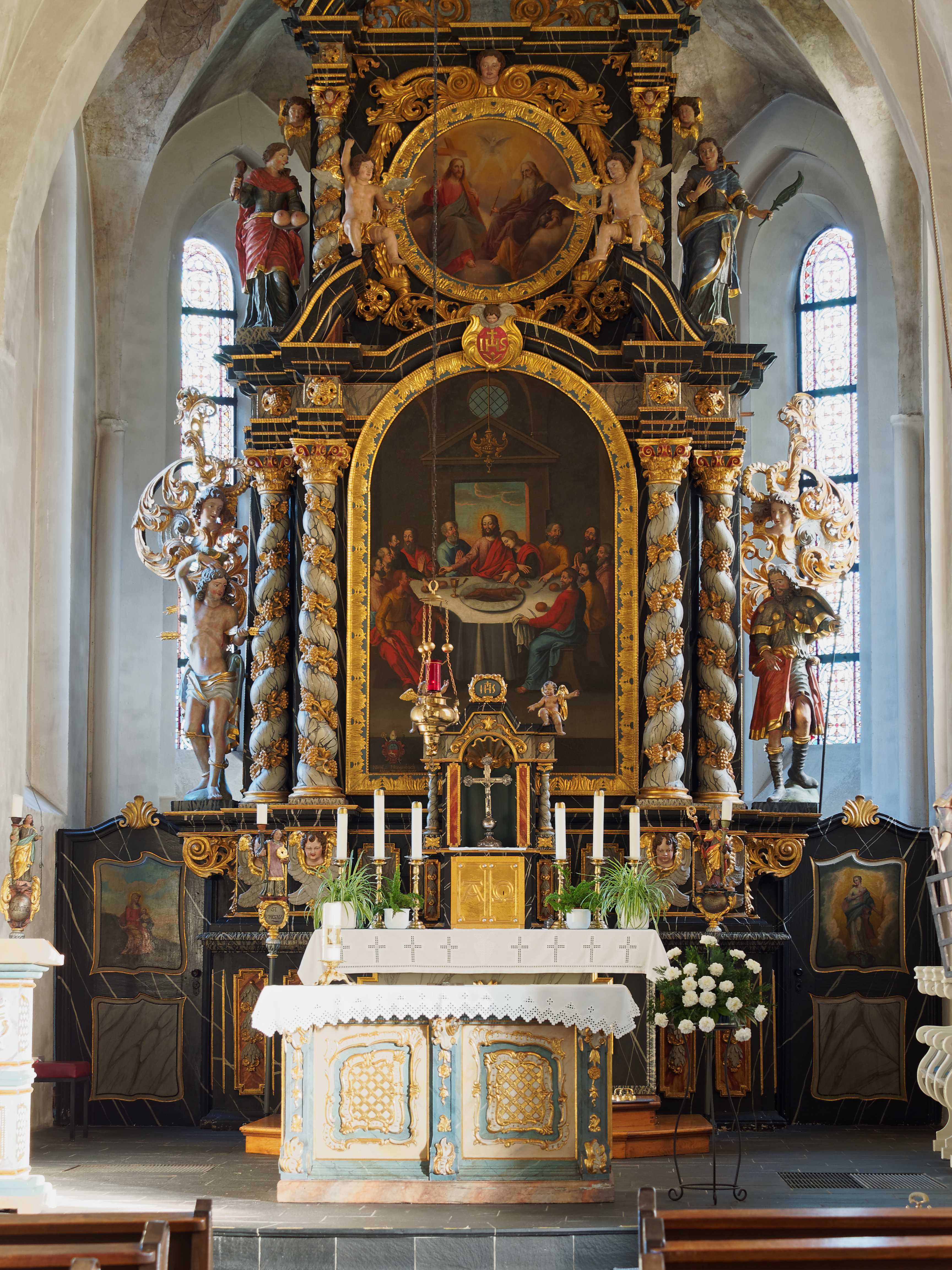
Altar mit Gemälde
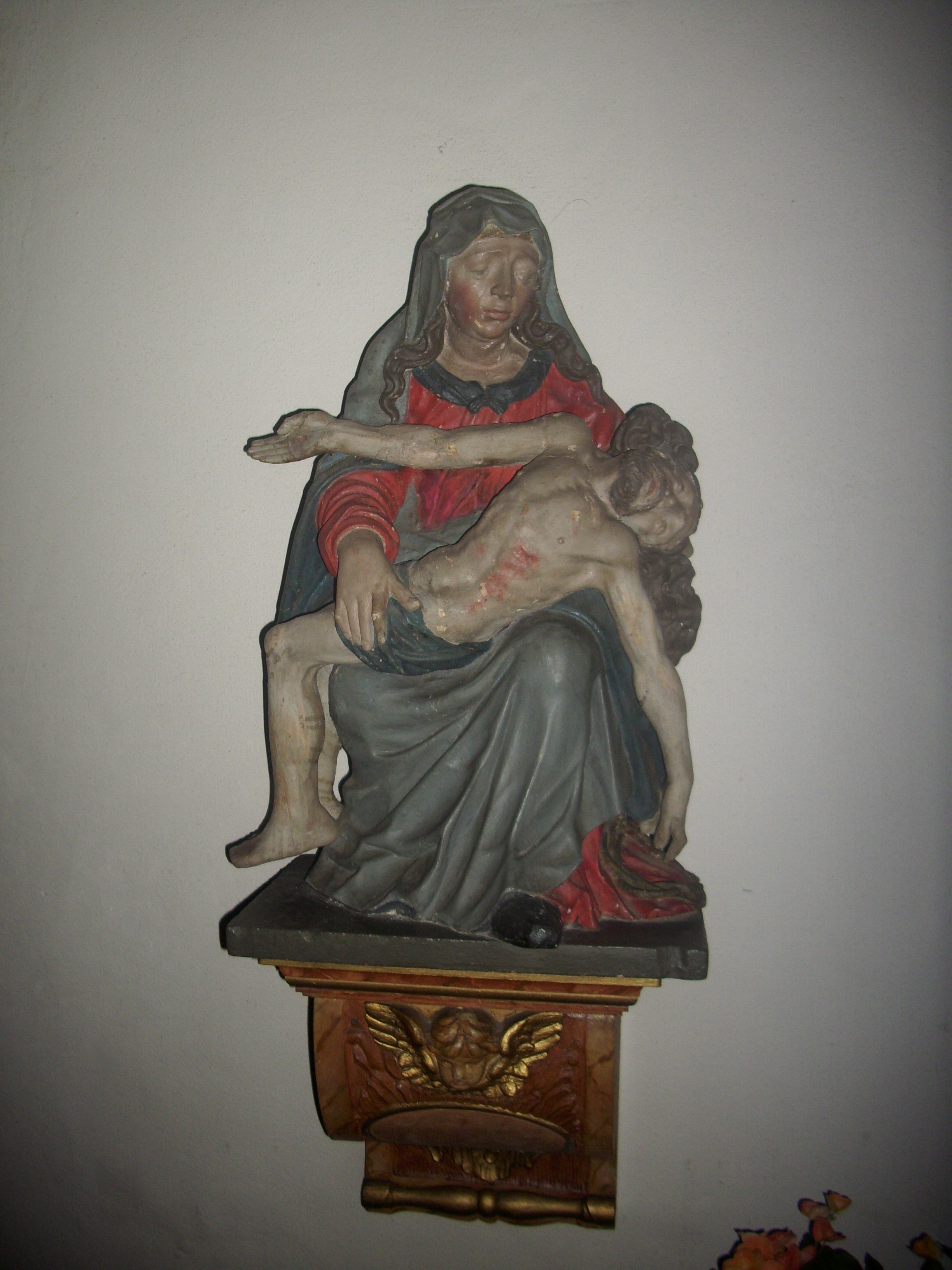
Pieta
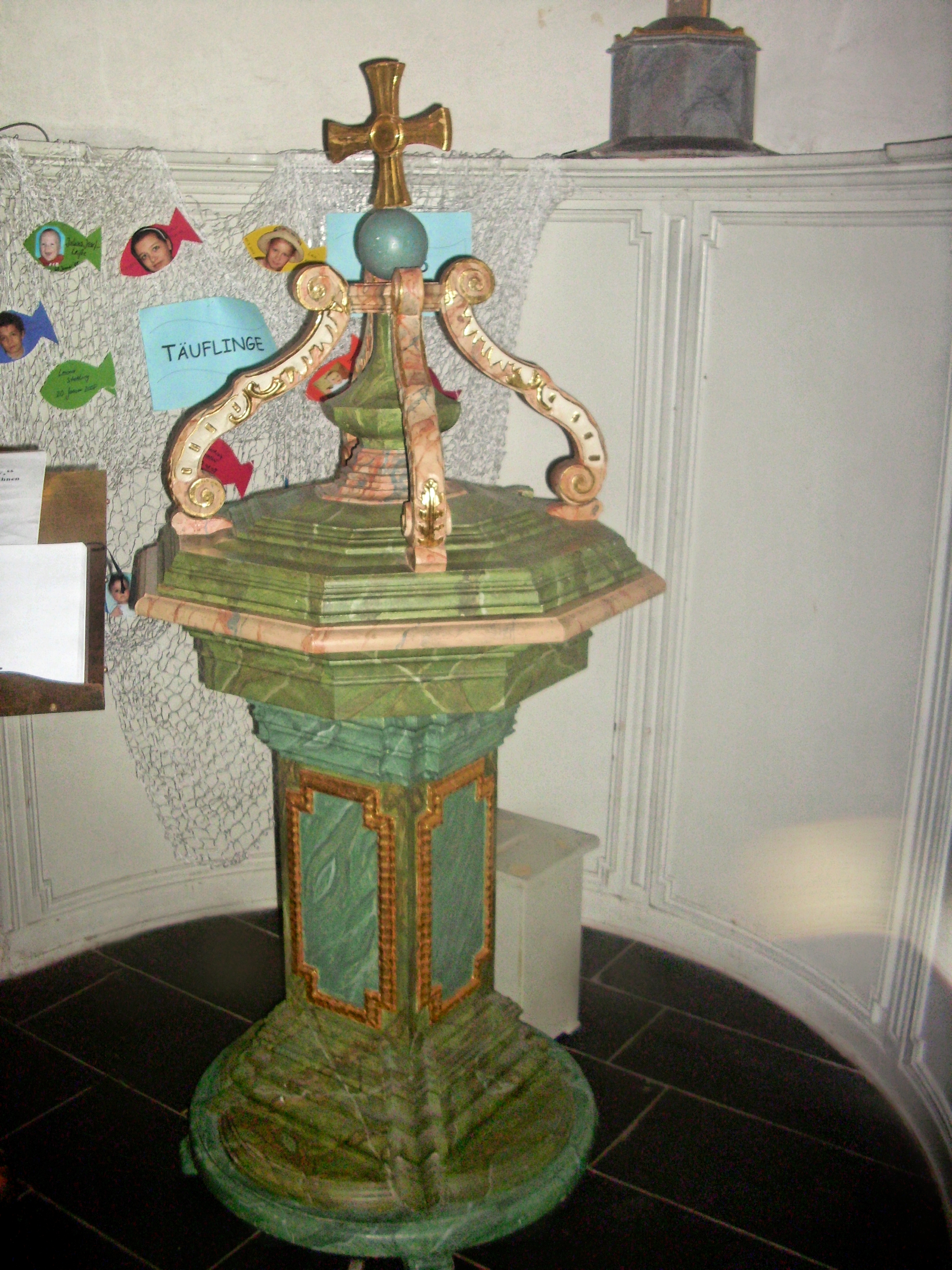
Taufstein
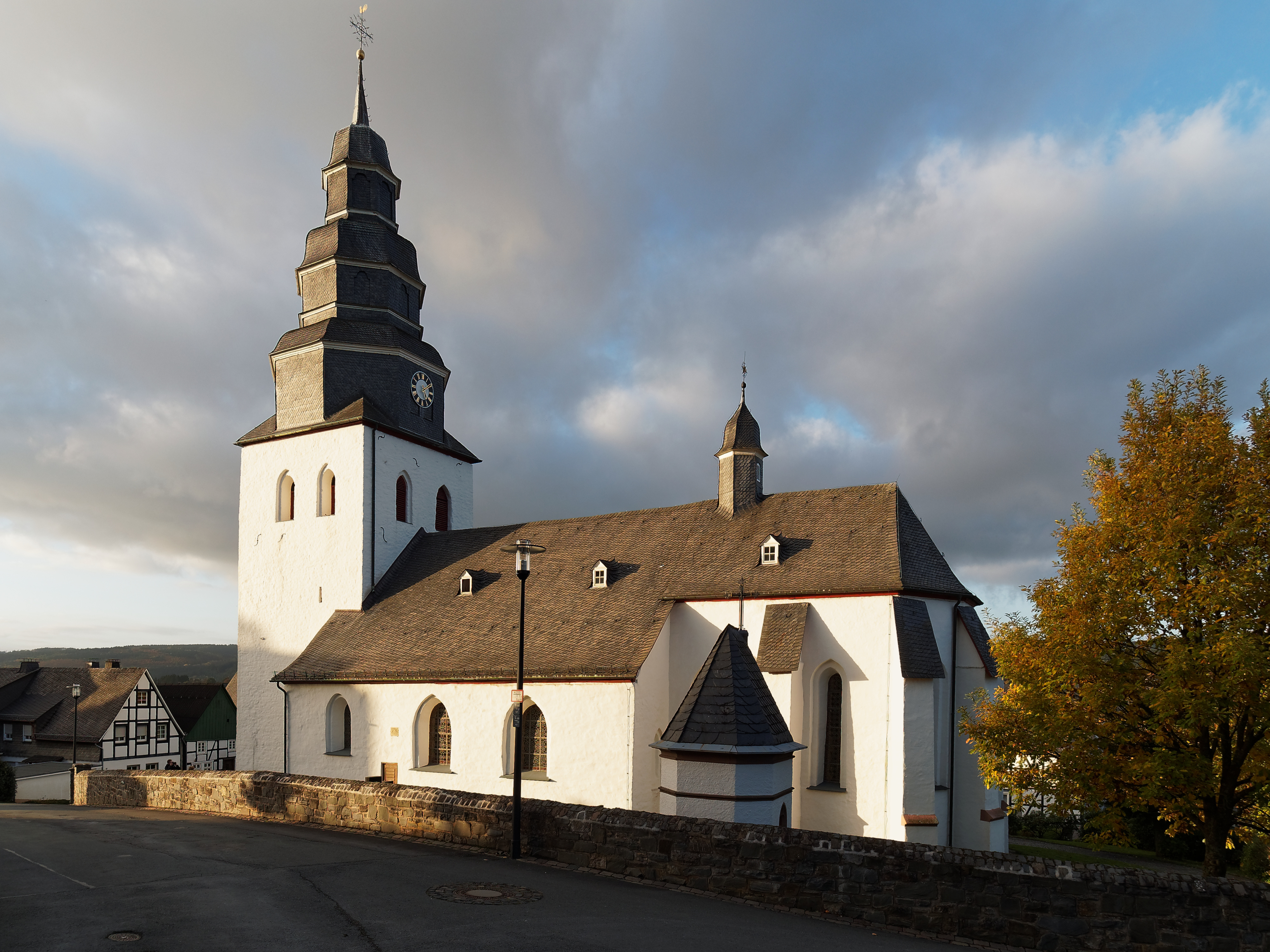
Südseite der Kirche

#### Panoramatour
Zum Kirchenjubiläum 2022 wurde eine interaktive virtuelle Kirchenführung erstellt.